# Vicente López Copete
Vicente López Copete (Badajoz, 1914 - Madrid, data desconeguda) va ser botxí titular de l'Audiències Territorials de Barcelona, Aragó i Navarra entre els anys 1953 i 1974, si bé la seva última execució va tenir lloc el 1966.
El seu àmbit d'actuació s'estenia per la zona nord-oriental d'Espanya (Catalunya, Aragó i Navarra), encara que també va actuar en Palència. Residia a Badajoz i es traslladava al lloc d'execució quan se'l requeria. En els seves dues primeres execucions, les de Fortunato Gras Tejedor i Blas Fuster Carreté (matinades del 9 i el 10 d'abril de 1954) fou assistit pel botxí de Valladolid, Florencio Fuentes Estébanez També el seu amic Antonio López Sierra l'assistí en alguna execució.
Atès que Vicente Copete era el botxí de Barcelona, a ell li corresponia executar Salvador Puig i Antich. No obstant això, per aquestes dates (març de 1974), havia estat condemnat per estupre i expulsat del cos de botxins. L'execució li fou encarregada al titular de Madrid, Antonio López Sierra. Tampoc va intervenir en l'execució de Heinz Ches que va ser duta a terme per José Monero Renomo.

## Cultura popular
Basilio Martín Patino va reflectir en la seva pel·lícula-documental de 1977, Queridísimos verdugos, el quefer dels tres botxins que treballaven en aquests anys a Espanya. En aquest film es pot veure i sentir a aquests personatges parlar del seu propi ofici.

## Reus executats per Vicente López Copete (llista incompleta)
- Fortunato Gras Tejedor (Barcelona, 9 d'abril de 1953)
- Blas Fuster Carreté (Barcelona, 10 d'abril de 1953)
- Esteban Serra Major (Barcelona, 2 de desembre de 1953)
- Benito Pascual Serra (Lleida, 23 de desembre de 1953)
- Enrique Sánchez Roldán "El Mula" (Barcelona, 30 de març de 1954)
- José Antonio Vilato (Barcelona, 10 de febrer de 1955)
- José Oms Huguet (Lleida, 28 de febrer de 1956)
- Manuel Delgado Muñoz (Barcelona, 3 de gener de 1959)
- Joaquín Ambrosio Martínez (Barcelona, 14 de juliol de 1959)
- Santiago Viñuelas Mañero (Palència, 19 de novembre de 1959)[2]
- Joaquín Delgado Martínez (Madrid, 17 d'agost de 1963)[6]
- Francisco Granados Gata (Madrid, 17 d'agost de 1963)[6]